# مت تیلور
متیو جی. تیلور (به انگلیسی: Matthew Taylor) یک بازیگر کانادایی است که بیشتر برای ایفای نقش «نمسیس» در فیلم رزیدنت ایول: آخرالزمان شناخته شده‌است.

## زندگی
متیو تیلور در حومه تورنتو بزرگ شد، در دانشگاه همیلتون ، انتاریو تحصیل کرد و در سال ۱۹۹۴ فارغ‌التحصیل شد. او مأمور پلیس سابق است و گاهی از مهارت‌های پلیسی خود در فیلم‌ها استفاده می‌کند. او خارج از حرفه خود به عنوان بازیگر، یک مربی شخصی و بدنساز نیز است. متیو بیش از ۱۵ سال، کاراته و کمربند مشکی در کاراته دارد. او از سال ۱۹۹۸ وارد صنعت فیلم و تلویزیون شد.

## فیلم‌ها
- جمجمه‌ها در نقش مدوک
- رزیدنت ایول: آخرالزمان در نقش نمسیس[۵]
- گوتیکا در نقش تورلینگتون
- زخم‌های خروج در نقش یوزلدینگر
- شماره شانس اسلوین
- مرد سیندرلایی در نقش پریمو کارنرا
- چگونه یک پسر بهتر بسازیم در نقش ویویل
- فناناپذیران در نقش موندراگون
- به‌عجیبی مردم[۶] در نقش زک اوتول (۲ قسمت)